# Liceo Jubilar Juan Pablo II
El Liceo Jubilar Juan Pablo II es una institución de educación secundaria ubicada en la calle Román Arana Iñiguez 5321, Montevideo, Uruguay. Se destaca por ser el primer centro de gestión privada en donde se brinda educación media de forma gratuita. Este proyecto fue celebrado e impulsado por el Papa Francisco, quien elogió a su fundador el sacerdote jesuita Gonzalo Aemilius.
El liceo se solventa únicamente con donaciones y fue construido por los vecinos de la zona de Gruta de Lourdes bajo la coordinación de la comunidad parroquial de El Salvador.

## Ubicación
Se ubica en el barrio Casavalle en Montevideo, Uruguay. 
La Cuenca de Casavalle incluye varios barrios de la periferia de Montevideo: Borro, Bonomi, Municipal, Ellauri, Gruta de Lourdes y Nuevo Colman, todos caracterizados por contar con un pequeño núcleo de viviendas antiguas y una gran cantidad de asentamientos irregulares en predios públicos, de viviendas muy precarias.

## Historia
El Liceo Jubilar Juan Pablo II comienza a construirse en 1999 a instancia de los vecinos de la zona, ya que no contaban hasta ese momento con instituciones públicas ni privadas de educación media que captaran a la gran cantidad de niños que en esos barrios egresaban de la educación primaria.
El liceo se fue construyendo gracias a los aportes de varias empresas privadas a las que se les expuso el proyecto y quienes hasta ahora continúan contribuyendo con el mismo. 
Comenzó a funcionar en el año 2002 con 3 grupos de Ciclo Básico de Educación Secundaria y algunos talleres para padres y alumnos. Cada año el Liceo fue creciendo y la propuesta educativa se fue ampliando, pero recién en el año 2012 se concretó una reforma edilicia que permitió contar con 2 grupos de cada grado en Ciclo Básico en turno matutino y un grupo de cada grado en Ciclo Básico para adultos en el turno nocturno.
Esta reforma edilicia incluyó la creación de 3 salones, un comedor para 200 personas, una cocina y un nuevo patio. Con estos cambios se hizo posible que los alumnos del turno matutino desayunen y almuercen en el liceo de forma gratuita. Los insumos para elaborar los alimentos son donados por particulares y por empresas privadas, y los mismos son elaborados por una comisión de padres 3 días a la semana y por voluntarias de otras zonas de Montevideo (denominadas madrinas) los otros 2 días.
En mayo de 2015, se inauguran nuevos salones.

## Características
- Primer centro educativo gratuito de gestión privada[6]
- Transmisión de valores cristianos
- Vínculo personalizado de cada docente con cada alumno
- Talleres opcionales en turno vespertino
- Tutorías y apoyo paralelo
- Atención especial con profesionales en áreas de Psicopedagogía y Asistencia social
- Apoyo extraordinario de docentes y voluntarios
- Becas, seguimiento y apoyo a alumnos egresados
- Proyectos y trabajo interdisciplinario
- Participación activa en la Comunidad
- Reforzamiento de educación física

## Objetivos
- Educar a los adolescentes de la zona a efectos de que se conviertan en agentes de cambio cultural de su comunidad.
- Brindar apoyo integral a los jóvenes de la zona para generar interés en diversas áreas de conocimiento
- Abatir la deserción escolar
- Disminuir los índices de repetición y ausentismo
- Generar un cambio estructural en la zona de influencia